# Metodo Tight Binding
In fisica dello stato solido il metodo Tight Binding, in italiano "legame stretto", rappresenta una metodica di calcolo sfruttata tipicamente per determinare la struttura elettronica e il gap di banda di conduttori e semiconduttori. Il metodo classico si applica al regime statico, ma può essere ampliato ai casi dinamici introducendo opportuni fattori correttivi.

## Introduzione
L'assunto cardine del Tight Binding si fonda sull'approssimazione dell'hamiltoniana H totale del sistema a un'hamiltoniana relativa a un singolo orbitale atomico nello spazio di Hilbert ristretto, similmente al caso di un atomo che occupa un punto fisso in un reticolo di Bravais. L'assunzione fondamentale è che gli orbitali atomici Ψn, che sono autofunzioni dell'hamiltoniana di singolo atomo Hat, siano di dimensioni molto piccole rispetto alle distanze reticolari e che l'interazione con stati vicini sia limitata. Da ciò deriva il termine "legame stretto". Si assume che la correzione al potenziale atomico ΔU, necessaria per ottenere l'hamiltoniana totale del sistema, sia poco significativa.

## Il metodo
La soluzione dell'equazione di Schrödinger viene ricavata in base alla combinazione lineare di orbitali atomici (LCAO) di un set di base assunto come ortogonale:
{\displaystyle \Psi ({\vec {r}})=\sum _{n,\lambda }c_{n,\lambda }\phi _{\lambda }({\vec {r}})}.
Questa soluzione conduce all'uguaglianza
{\displaystyle H|\Psi _{\alpha }\rangle =\varepsilon _{\alpha }|\Psi _{\alpha }\rangle }
che, sviluppando il set base, fornisce l'equazione matriciale
{\displaystyle \mathbb {H} \mathbb {C} ^{\alpha }=\varepsilon _{\alpha }\mathbb {C} ^{\alpha }}.
Applicando il teorema di Bloch si ottiene l'equazione agli autovalori
{\displaystyle \mathbb {H} ({\vec {K}})\mathbb {C} ^{\alpha }({\vec {K}})=\varepsilon _{\alpha }({\vec {K}})\mathbb {C} ^{\alpha }({\vec {K}})}
dove:
- {\displaystyle \mathbb {H} ({\vec {K}})=\sum _{n}e^{i\mathbf {k} \cdot \mathbf {n} }H(\mathbf {n} )};
- {\displaystyle \mathbb {C} ^{\alpha }({\vec {K}})} è una matrice dei coefficienti;
- {\displaystyle \varepsilon _{\alpha }({\vec {k}})} è l'energia di Bloch ed è definita da

{\displaystyle \varepsilon ({\vec {k}})=E_{m}-{\beta _{m}+\sum _{{\vec {R}}\neq 0}\gamma _{m}({\vec {R}})e^{i{\vec {k}}\cdot {\vec {R}}} \over c_{m}+\sum _{{\vec {R}}\neq 0}\alpha _{m}({\vec {R}})e^{i{\vec {k}}\cdot {\vec {R}}}}} , con Em energia del m-esimo livello atomico;
Gli integrali di sovrapposizione assumono i seguenti valori:
{\displaystyle \beta _{m}=-\int \psi _{m}^{*}({\vec {r}})\Delta U({\vec {r}})\phi ({\vec {r}})d{\vec {r}}},
{\displaystyle \alpha _{m}({\vec {R}})=\int \psi _{m}^{*}({\vec {r}})\phi ({\vec {r}}-{\vec {R}})d{\vec {r}}},
{\displaystyle \gamma _{m}({\vec {R}})=-\int \psi _{m}^{*}({\vec {r}})\Delta U({\vec {r}})\phi ({\vec {r}}-{\vec {R}})d{\vec {r}}}.
Il metodo Tight-Binding è molto versatile e può sfruttare calcoli ab initio, metodiche semi-empiriche, molto applicate anche alla dinamica molecolare, ed empiriche in relazione alla complessità del sistema che si vuole studiare e al tipo di simulazione che occorre effettuare.